# 熱帶風暴海棠 (2011年)
熱帶風暴海棠（英語：Tropical Storm Haitang，聯合颱風警報中心：WP212011，國際編號：1118，為2011年太平洋颱風季第18個被命名的風暴。「海棠」一名乃由中國提供，意指海棠花。

## 發展過程
9月24日23時，聯合颱風警報中心升格為熱帶低氣壓，並給予編號21W和發出第一次報告。
9月25日9時，日本氣象廳升格為熱帶風暴，並命名為海棠。同日下午，香港天文台亦升格為熱帶風暴。
9月27日，聯合颱風警報中心發出最後報告。同日下午3時，日本氣象廳發出最後報告。

## 影響

### 中国

#### 海南省
全省最高熱帶氣旋警告信號： 颱風藍色預警信號
海南省於9月25日8時起發出台风蓝色预警，表示中心最大風力達7級。

## 熱帶氣旋警告使用記錄

### 中国

#### 海南省
| 海南省气象台 {{{警告系統}}} | 海南省气象台 {{{警告系統}}} | 海南省气象台 {{{警告系統}}} |
| --------------------------- | --------------------------- | --------------------------- |
| 上一熱帶氣旋                | 颱風藍色預警信號            | 下一熱帶氣旋                |
| 熱帶風暴海馬                | 颱風藍色預警信號            |                             |

## 外部連結
- （英文）http://www.usno.navy.mil/JTWC/ （页面存档备份，存于） 聯合颱風警報中心首頁
- （繁體中文）http://www.cwb.gov.tw/ （页面存档备份，存于） 中央氣象局首頁
- （日語）http://www.jma.go.jp/jma/index.html （页面存档备份，存于） 日本氣象廳首頁
- （繁體中文）http://www.hko.gov.hk/ （页面存档备份，存于） 香港天文台首頁
- （繁體中文）http://www.smg.gov.mo/ （页面存档备份，存于） 澳門地球物理暨氣象局首頁